# Arga-Jurjach (Rossocha)
Der Arga-Jurjach (russisch Арга-Юрях) ist der linke Quellfluss der Rossocha im Ostsibirischen Tiefland in der Republik Sacha.
Der Arga-Jurjach entsteht am Zusammenfluss von Seja und Taba-Bastaach. Er verlässt den Höhenrücken Ulachan-Sis in südlicher Richtung, fließt ein Stück entlang dessen Südflanke in östlicher Richtung und wendet sich anschließend nach Süden. Der stark mäandrierende Fluss durchfließt später einen mit zahllosen kleinen Seen bedeckten Teil des Kolyma-Tieflands in östlicher Richtung, bevor er auf den von Süden kommenden Ilin-Jurjach trifft und sich mit diesem zur Rossocha vereinigt. Der Arga-Jurjach hat eine Länge von 312 km. Sein Einzugsgebiet umfasst 5600 km², wovon 15,2 % auf Seefläche entfallen. Ein Großteil des Einzugsgebiets besteht aus Sumpfgebiet mit Permafrostboden. Gespeist wird der Fluss von der Schneeschmelze sowie von Niederschlägen.